# Stout

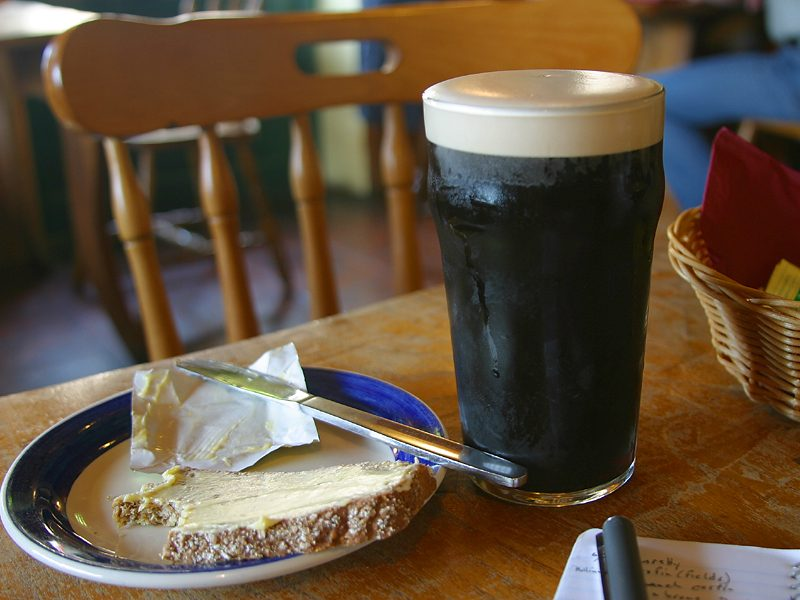
Una pinta di birra stout con una fetta di pane e burro

Le stout sono birre scure ad alta fermentazione prodotte con l'aggiunta di percentuali variabili di malto d'orzo tostato e orzo tostato.

## Storia
La porter fu prodotta per la prima volta a Londra nel corso del XVIII secolo e divenne molto famosa in Gran Bretagna e in Irlanda dove nacquero molti birrifici e pub. Con l'avvento delle pale ale, la popolarità delle birre scure diminuì, eccetto che in Irlanda dove i birrifici Guinness, Murphy's e Beamish crebbero in dimensioni e cominciarono ad esportare la stout irlandese (o "dry stout") in tutto il mondo.
Dopo la seconda guerra mondiale in Gran Bretagna si diffusero le "milk stout", una variante più dolce, ma la loro popolarità declinò verso la fine del XX secolo, ad eccezione di alcune realtà locali come Glasgow con la sua "Sweetheart Stout", e la "Dragon Stout" in Giamaica.
Inizialmente in inglese il termine "stout" significava "orgoglioso" o "impavido", ma in seguito, dopo il XIV secolo prese il significato di "forte". La prima volta che questo termine fu usato in questa accezione nei confronti di una birra è stata in un documento datato 1677 che fu trovato nella collezione di manoscritti di Francis Henry Egerton, VIII conte di Bridgewater.
L'espressione "stout porter" fu usata durante il XVIII secolo per indicare una versione particolarmente forte della porter, e fu usata dalla Guinness nel 1820, sebbene producesse porter dal 1780, e sebbene avesse prodotto una ale dalla sua fondazione con Arthur Guinness nel 1759. All'epoca "Stout" significava ancora esclusivamente "forte" e poteva essere associato a qualsiasi stile di birra, purché avesse una gradazione alcolica adeguata: nel Regno Unito, ad esempio era possibile trovare la denominazione "stout pale ale".
In seguito il termine "stout" è stato associato esclusivamente alla porter, diventando un sinonimo di "birra scura".
Verso la fine del XIX secolo, la stout e la porter si guadagnarono la reputazione di essere bibite che fanno bene alla salute, a tal punto che venivano consumate dagli atleti e dalle donne che allattavano; molti dottori inoltre le consigliavano durante la convalescenza per aiutare il recupero del fisico. A testimonianza di ciò, in Irlanda in passato, ai donatori di sangue veniva data una Guinness per il suo alto contenuto di ferro.

## Tipi di stout

### Dry stout
Le stout irlandesi o dry stout sono molto scure e spesso hanno un sapore "tostato", simile a quello del caffè. Sia il contenuto alcolico, sia il gusto "asciutto" (in inglese dry) sono piuttosto leggeri, anche se cambiano di paese in paese.

### Imperial stout
L'Imperial stout, anche conosciuta come "Russian Imperial Stout", è una birra scura forte che fu prodotta per la prima volta nel birrificio di Thrale a Londra per esportarla alla corte dello zar di Russia.
Il contenuto alcolico è piuttosto alto (normalmente 9-10% vol) in modo da poterla conservare durante i lunghi viaggi, e per rinvigorire chi la beveva in climi freddi. Il colore è molto scuro, quasi sempre nero opaco.

### Porter
Porter è un nome alternativo della stout che fu usato soprattutto nel XVIII secolo. Storicamente, tecnicamente e culturalmente non esistono differenze tra stout e porter, sebbene ci sia una tendenza dei mastri birrai a differenziare le loro birre a seconda della gradazione alcolica in "extra", "double" e "stout". Perciò il termine "stout" veniva usato per indicare la porter più forte tra tutte quelle prodotte da ogni singolo birrificio; proprio per questo motivo la porter di un certo birrificio poteva essere più forte della stout di quello vicino. Nonostante questo inconveniente, questa è stata l'accezione più comunemente utilizzata.

### Milk stout
La "milk stout" (chiamata anche "sweet stout" o "cream stout") è una stout contenente il lattosio, uno zucchero derivato dal latte. Questo ingrediente non viene fermentato dal Saccharomyces cerevisiae, e proprio per questo aggiunge dolcezza, corpo e calorie al prodotto finito. L'esempio tipico di sweet stout è la Mackeson's XXX.
In passato si pensava che la milk stout fosse molto nutriente e veniva data alle donne in allattamento. Storicamente il primo ad avere una licenza per produrre una birra basata sul lattosio, il siero di latte e il luppolo fu John Henry Johnson nel 1875. La milk stout però non si diffuse largamente almeno fino al 1910, quando cioè il birrificio Mackeson's acquistò la licenza e iniziò a produrla; in seguito il permesso fu concesso a molti altri birrifici.

### Oatmeal stout
La oatmeal stout è una stout con una certa percentuale di avena (oat in inglese), normalmente non superiore al 30%, aggiunta durante il processo produttivo. Sebbene una quantità superiore al 30% di avena possa conferire alla birra un gusto troppo amaro, durante il medioevo in Europa, l'avena era un ingrediente comune per le ale, ed era presente in quantità superiori al 35%. Tuttavia, a parte in alcune aree d'Europa, come la Norvegia, nelle quali l'avena è stata usata fino alla prima parte del XX secolo, quest'usanza si è quasi completamente estinta nel corso del XVI secolo, tant'è che si riporta che, nel 1513, sotto la dinastia Tudor i marinai si rifiutarono di bere la birra all'avena che gli veniva offerta a causa del suo sapore amaro.
Verso la fine del XIX secolo ci fu una ripresa di interesse nell'usare l'avena, ma durò solo fino agli inizi del XX secolo. Quando lo scrittore Michael Jackson la menzionò nel suo libro del 1977, The World Guide to Beer, la oatmeal stout non era più prodotta da nessuna parte, ma Charles Finkel, fondatore della compagnia di importazione "Merchant du Vin", fu abbastanza curioso da commissionare il birrificio Samuel Smith per produrne una versione. La Oatmeal Stout di Samuel Smith in seguito divenne il modello per le versioni degli altri birrifici.

### Chocolate stout
Chocolate stout è il nome che i mastri birrai danno ad alcune stout dal sapore che ricorda particolarmente il cioccolato fondente. Vengono prodotte attraverso l'uso di malti particolari più scuri e più aromatici. Talvolta le birre possono essere prodotte anche con una piccola quantità di vero cioccolato, come nel caso della Double Chocolate Stout, e della Chocolate Stout.
Il Brooklyn Brewery di New York produce una Black Chocolate Stout molto forte (10.6% vol) che usa sei tipi diversi di cioccolato nero e malti tostati. Il birrificio danese Denmark's Ølfabrikken brewery ha prodotto una stout forte chiamata ØL, che è fatta con ingredienti da quattro continenti: cacao dal Sud America; caffè dall'Asia; luppolo dal Nord America e malto dall'Europa.

### Coffee stout
I malti scuri tostati possono conferire una nota di caffè amaro al sapore della birra. Alcuni mastri birrai, per enfatizzare questo gusto, aggiungono un sottofondo di caffè. Queste birre prenderanno dei nomi come "Guatemalan Coffee Stout", "Espresso Stout", "Breakfast Coffee Stout", etc.
La gradazione alcolica di queste stout al sapore di caffè varia dal 4% fino ad oltre 8% vol. La maggior parte di queste birre sono asciutte e amare, tuttavia in alcune si aggiungono latte e zucchero per creare una stout dolce che può prendere il nome di "Coffee & Cream Stout" o solo "Coffee Cream Stout".

### Oyster stout
Le ostriche (in inglese oyster) sono state abbinate a lungo alla stout. Quando si diffusero le prime stout, nel XVIII secolo, le ostriche erano un alimento molto diffuso, spesso servito nei pub e nelle taverne. Si dice che il primo ad aver abbinato ostriche e Guinness sia stato Benjamin Disraeli nel XIX secolo. Tuttavia con l'avvento del XX secolo il mercato delle ostriche era in declino e le stout furono soppiantate dalle pale ale.
Le prime notizie riguardo all'utilizzo di ostriche durante un processo produttivo della birra risalgono al 1929 in Nuova Zelanda, e in seguito dal birrificio Hammerton di Londra nel 1938.